# Vol espacial tripulat

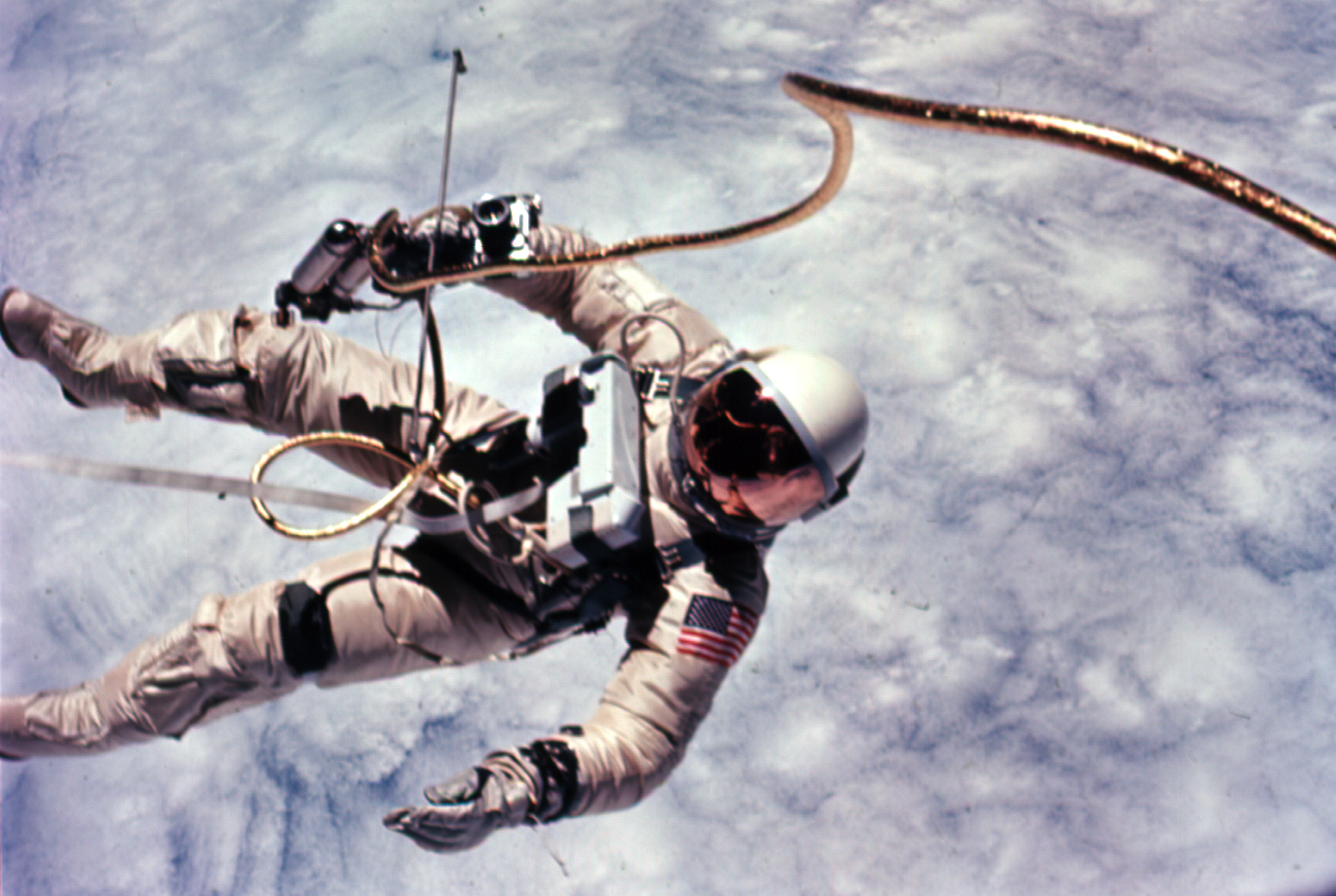
Edward White en un passeig espacial durant la missió Gemini 4

Un vol espacial tripulat és un tipus de vol espacial amb tripulació humana, en contrast amb les sondes espacials robotitzades o missions espacials no tripulades controlades de manera remota.
A vegades, els passatgers no humans, com ara els animals, han anat a bord d'una nau espacial, encara que no tots van sobreviure al retorn a la Terra. Els gossos van ser els primers grans mamífers llançats des de la Terra.
El primer viatge espacial amb humans va ser el Vostok 1, el 12 d'abril de 1961; el cosmonauta soviètic Iuri Gagarin va fer una òrbita al voltant de la Terra. Després de l'èxit del vol, l'enginyer cap del programa Vostok va suggerir la preparació de dones astronautes i Valentina Tereixkova es va convertir en la primera dona a l'espai, a bord del Vostok 6, el 16 de juny de 1963.
L'òrbita terrestre més alta que ha assolit un vehicle pilotat va anar a càrrec de la Gemini 11, el 1966, que va arribar una altura de 1.374 km. El programa de llançadores espacials, en les missions de llançar i fer funcionar el Telescopi espacial Hubble, també ha arribat a una òrbita terrestre d'una altitud que se situa al voltant de 600 km.

Països que tenen programes de viatges espacials tripulats.
Confirmat data i programes de viatges espacials tripulats.
Confirmat data i programes de viatges espaciales suborbitals (i futurs programes de viatges espacials orbitals).
Països que han mostrat interès en la formació de programes de viatges espacials tripulats.
Països que van abandonar els seus propis programes espacials.

La destinació de les missions dels vols espacials humans més enllà de l'òrbita terrestre ha estat només la Lluna, que està pròpiament en l'òrbita terrestre. En la primera missió d'aquest tipus, l'Apollo 8, la tripulació va orbitar la Lluna. La següent missió que va anar-hi va ser l'Apollo 10, i va comprovar l'allunatge de la nau a l'òrbita lunar sense arribar a allunar. Les missions següents que van allunar van ser de l'Apollo 11 fins a l'Apollo 17, deixant de banda l'Apollo 13. A cada missió, dos dels tres astronautes implicats van allunar; així, a la fi dels anys 1960 i principis dels anys 1970, el Programa Apollo de la NASA va fer allunar dotze homes, i tots van tornar a la Terra.
Avui dia, les missions espacials tripulades han estat dutes a terme per la Unió Soviètica/Rússia, la República Popular de la Xina i els Estats Units. Les missions realitzades pels Estats Units són governamentals (NASA) i civils (Scaled Composites, una companyia amb seu a Califòrnia). Brasil, Canadà, Europa, Índia, Japó i Ucraïna tenen també programes espacials actius.
Actualment aquests països utilitzen naus espacials i bases espacials:
- Estació Espacial Internacional
- Soiuz TMA amb el Vehicle Soiuz de llançament - Cosmòdrom de Baikonur
- Transbordador espacial - Centre espacial John F. Kennedy
- Dragon de SpaceX, nau espacial tripulada privada americana
- Programa Shenzhou
- SpaceShipOne